# Gremio de los Docentes e Investigadores Universitarios de Córdoba
La Gremio de los Docentes e Investigadores Universitarios de Córdoba (ADIUC) es el sindicato que agrupa a los trabajadores y trabajadoras de la Universidad Nacional de Córdoba.

## Autoridades
En el presente las autoridades de ADIUC son:
- Secretario General: Javier Blanco – FAMAF
- Secretaria Adjunta: María Teresa Bosio – Sociales
- Secretaria Gremial: Leticia Medina – Sociales y Manuel Belgrano
- Secretario de Administración y Finanzas: Pablo Facundo García – Químicas
- Secretaria de Acción Social: Ana Elisa Arriaga – Filosofía y Humanidades
- Secretario de Comunicación, Cultura y Derechos Humanos: Daniel Tortosa – Artes
- Secretario de Políticas Universitarias: José Pablo Carro – Ciencias de la Comunicación y Manuel Belgrano
- Secretario de Escuelas Preuniversitarias: Luis Dante Alveroni – Manuel Belgrano